# Голощёкин, Филипп Исаевич
Фили́пп Иса́евич Голощёкин (настоящие имя и отчество Шая Ицикович) (26 февраля [9 марта] 1876 год, Невель — 28 октября 1941, Куйбышевская область) — российский революционер, большевистский и советский деятель, председатель Самарского губисполкома, секретарь Казахского крайкома ВКП(б). Участник борьбы за установление советской власти на Урале и в Сибири. Восстанавливал хозяйство Самарской губернии, пострадавшей в результате Гражданской войны. Один из организаторов расстрела царской семьи. Считается одним из главных виновников голода в Казахстане в 1932—1933 годах. Кандидат в члены ЦК ВКП(б) (1924—1927), член ЦК ВКП(б) (1927—1934). Расстрелян 28 октября 1941 года. Был реабилитирован в 1961 году.

## Семья
Из семьи еврейского подрядчика. В различных источниках в качестве настоящих имён указываются Исай (на идише: Шая или Шай) и Исаак, отчества Исаевич, Исаакович, Ицкович. Партийный псевдоним — Филипп.
Супруга, Берта Иосифовна Перельман, родилась в 1876 году в семье ремесленника. Была арестована и отправлена в ссылку в Нарымский край. В ссылке Берта Перельман вышла замуж за Филиппа Голощёкина. Умерла в 1918 году.

## Деятельность до революции
Окончив зубоврачебную школу в Риге, работал зубным техником. В 1903 вступил в РСДРП, большевик. Вёл революционную работу в Петербурге, Кронштадте, Сестрорецке, Москве и других городах. Участник Революции 1905—1907 годов. С 1906 член Петербургского комитета РСДРП, с 1907 — ответственный организатор и член Петербургского исполнительного комитета РСДРП. С 1909 работал в Московском комитете РСДРП, руководил им.
В 1909 арестован и сослан в Нарымский край, в 1910 бежал. В 1912 на 6-й (Пражской) конференции РСДРП (был её делегатом от Москвы) избран членом ЦК и его Русского бюро. Тогда же повторно арестован и выслан в Тобольскую губернию, в город Туринск, откуда переведен в село Демьянское Тобольского уезда. В декабре 1912 года бежал. В 1913 вновь арестован и выслан в Туруханский край в Сибири и освобождён только после Февральской революции. В письме из ссылки к жене Яков Свердлов, близко сошедшийся с Голощёкиным в ссылке, так описывал его характер: «Он стал форменным неврастеником и становится мизантропом. При хорошем отношении к людям вообще, к абстрактным людям, он безобразно придирчив к конкретному человеку, с которым приходится соприкасаться. В результате — контры со всеми… Он портится, создает сам себе невыносимые условия существования. Скверно, что у него почти нет личных связей…».

## Деятельность после Февральской революции
После Февральской революции 1917 года представитель ЦК в Петербургском комитете большевиков, делегат 7-й (Апрельской) конференции РСДРП(б). В мае Яков Свердлов, посылая его на Урал, сообщал местным большевикам: «К вам на Урал поехал т. Филипп… Человек… очень энергичный, с правильной линией» («Ленинская гвардия Урала», Свердловск, 1967. с. 196). Член и секретарь Пермского комитета РСДРП(б), затем член и секретарь областного комитета. Делегат 6-го съезда РСДРП(б) (2 июля — 3 августа). Был членом Пермского, затем Екатеринбургского Советов, членом исполкома Уральского областного Совета. Формировал и возглавлял Красную Гвардию.
В середине октября в качестве делегата II Всероссийского съезда Советов РСД прибыл в Петроград. Вошёл в Петроградский ВРК, участвовал в Октябрьском вооружённом восстании. На II съезде Советов РСД избран членом ВЦИК. Участвовал в переговорах ВЦИК с Викжелем. Голощёкин вспоминал, что перед его отъездом на Урал В. И. Ленин ориентировал на оттягивание созыва и последующий разгон Учредительного Собрания (см. «От Февраля к Октябрю», М., 1957, с. 112-14).

## Деятельность после Октябрьской революции

### Деятельность в Екатеринбурге
По приезде в ноябре 1917 года в Екатеринбург добивался ликвидации созданного здесь объединённого Комитета народной власти из представителей ряда социалистических партий. Участвовал в ликвидации прежних местных государственных структур. С декабря — член Екатеринбургского комитета РСДРП(б). Один из организаторов расстрела царской семьи в подвале дома Ипатьева в Екатеринбурге в ночь с 16 на 17 июля 1918 года и уничтожения тел убитых.
Делегат с решающим голосом на 8 съезде РКП(б) 18-23 марта 1919 года, входил в «Военную оппозицию». Стенограмма выступления Голощёкина на заседаниях VIII съезда была опубликована в 1989 году.

### Деятельность в Самаре
С октября 1922 года по 1925 год Ф. И. Голощекин являлся председателем Самарского губернского Совета рабочих, крестьянских и красноармейских депутатов, председателем самарского губисполкома и членом губкома РКП(б). Возглавил губернскую комиссию по борьбе с последствиями голода — «губпоследгол».
23 октября 1922 г. Голощекин отменил военное положение в Самарской губернии, введенное в связи с голодом, эпидемиями и разрухой[4].
При нём в городе и губернии активно развивался НЭП, в рамках которого восстанавливали дореволюционные и создавали новые промышленные предприятия, возрождали транспорт, через рынки налаживали экономику села, организовывали систему ликбеза (ликвидации безграмотности) и культурных учреждений (музеев, театров и т. д.).

### Деятельность в Казахстане
С октября 1925 по февраль 1933 года занимал должность ответственного секретаря Казахстанского крайкома ВКП(б).

#### Коренизация (казахизация)
Голощекин разбирался со сложными межнациональными отношениями в парторганизации Казахстана, о чём было отдельное секретное Директивное письмо, утвержденное Постановлением КазКрайКома ВКП(б).
В частности, в Директивном письме говорилось:

Наряду с партвоспитанием в интернациональном духе, необходимо ставить перед этим слоем вопросы усвоения и проведения в жизнь конкретных задач парт. национал. политики в Казакстане.
К этим задачам относятся:
а) казакизация соваппарата, но не как привилегия для казаков, а как естественный, неизбежный, необходимый, единственно мыслимый процесс советизировать каз. нацию в своей республике, как единственная форма, в которой казакская трудовая масса может организовываться и самоопределяться;
б) казакизация не означает гонение и вышибание европейцев. Европейцы-коммунисты и вполне советские беспартийные, как живущие в Казакстане, имеют все права и обязанности в области активного участия в Сов. строительстве, но их обязанность в этом строительстве заключается во всемерной защите интересов казакских трудовых масс, как наиболее экономически и культурно отсталых, вовлекать в это строительство большинство казаков. Введение каз. языка делает эту власть действительно близкой широким трудящимся массам казакской нации;
в) тесное общение с казакскими коммунистами, составлен… одной коммунистической семьи и борьба с теми европейскими коммунистами, которые воображают, что они есть, и только они могут быть 100 % коммунистами;
г) с другой стороны казакским коммунистам необходимо теснее общаться с европейцами, преодолеть недоверие к ним, и совершенно отказаться от предвзятого взгляда на европейца-коммуниста, как на пришельца, чужака, колонизатора;

д) понимание всеми коммунистами мероприятий экономического и культурного характера, диктуемых нашей политикой, работой в деревне среди крестьянства, не забывая ни на минуту, что работа среди казакской нации и есть работа среди крестьянства. Смычка с казнацией есть не только смычка с крестьянством.

#### Коллективизация
Первым мероприятием в Казахстане была конфискация, проведённая осенью 1928 года. Под конфискацию попали 700 хозяйств, у которых было отобрано около 150 тысяч голов скота (в переводе на крупнорогатый скот). По признанию самого Голощёкина, первоначальные замыслы были вдвое масштабнее, и собирались конфисковать хозяйства от 1500 голов (всё далее согласно статистике 1920-х годов, в переводе на крупнорогатый скот), и общее число «баев-полуфеодалов» должно было составить 1500 хозяйств. Но при утверждении плана конфискации в ЦК ВКП(б) и ВЦИК СССР Голощёкина одёрнули и установили другие нормы: 400 голов — кочевые хозяйства, 300 — полукочевые, 150 — оседлые. Общее число хозяйств снизилось до 700.
Жертвами политики стали до 1 млн казахов (по официальной переписи населения). В 1931 году откочевало 1 млн. 30 тысяч человек, в том числе 616 тысяч безвозвратно, сотни тысяч бежали в Китай.
Историк революции Владимир Бурцев, знавший Голощёкина, сказал о нём: 

Это типичный ленинец. Это человек, которого кровь не остановит. Эта черта особенно заметна в его натуре: палач, жестокий, с некоторыми элементами дегенерации. В партийном быту он отличался высокомерием, был демагогом, циником. Казахов он вообще за людей не считал. Не успел Голощёкин появиться в Казахстане, как заявил, что советской власти тут нет и надо устроить «Малый Октябрь»
 Заявления, что за 7 лет он ни разу не выезжал за пределы столицы и не интересовался, как живут люди, не соответствуют действительности, в частности, в апреле 1931 года Голощёкин лично объехал десять районов. О проведении под его руководством коллективизации и раскулачивания в Казахстане вспоминают со смешанным чувством ненависти и ужаса.
За активное участие в строительстве Турксиба награждён орденом Трудового Красного Знамени в апреле 1930 года.

### Главный государственный арбитр СССР
В 1933—1939 — Главный государственный арбитр СССР.
26 января—10 февраля 1934 года — делегат XVII съезда ВКП(б) с совещательным голосом.

## Арест и расстрел
Был арестован 15 октября 1939 года и два года провёл в следственном изоляторе. Его обвиняли в сочувствии к троцкизму, подготовке террористического акта, перегибах в деле коллективизации и пр. Арестованный в апреле 1939 года бывший нарком внутренних дел Н. И. Ежов в своих признательных показаниях от 24.04.1939 упоминает Ф. И. Голощёкина в качестве одного из своих гомосексуальных партнёров. Провёл 12 месяцев под следствием в Сухановской тюрьме, после чего к августу 1941 года возвращён в Бутырскую. В октябре 1941 года был переведён в Куйбышев в связи с подходом вермахта к Москве. 28 октября 1941 года вместе с другими арестованными был вывезен на Барбошину Поляну вблизи посёлка Барбыш под Куйбышевом (ныне в черте города) и там расстрелян.
Его имя дважды упоминалось в изданном в 1938 г. Кратком курсе истории ВКП(б) (в составе списков ЦК и Русского бюро ЦК большевистской партии), но после его ареста было снято (наряду с именем Н. Ежова).
Посмертно реабилитирован в 1961 году.

## Киновоплощения
- 1971 — «Николай и Александра», США. В роли Филиппа Голощёкина — Дэвид Гилс
- 2018 — Тар заман — Сергей Тейфель
- 2020 — Плач великой степи— в роли Ермакова (прототип — Филипп Голощёкин) Сергей Уфимцев
- 2022 — Ахмет. Учитель нации — Виктор Королёв

## Адреса
- 1917 — Екатеринбург, Тихвинская улица, 56.[24]

## Память
- В 1930 году Абайский район Абайской области, носил название Голощёкинский район.
- Под Самарой на месте расстрела установлен памятный знак, на котором начертано: «Установлен на месте захоронения жертв репрессий 30-40-х гг. Поклонимся памяти невинно погибших…»[25]
- В 1976—1995 годах одна из улиц Екатеринбурга носила имя Ф. И. Голощёкина[26].
- Казахстанский горно-металлургический техникум имени Голощёкина — до 1938 г. название Лениногорского горно-металлургического техникума.
- Карабалыкский учебно-опытный зерносовхоз имени Голощёкина — прежнее название посёлка Карабалык Костанайской области.
- Колхозы имени Голощёкина в различных областях Казахской ССР и в Адамовском районе Оренбургской области.